# 細枝碓珊瑚
細枝碓珊瑚（学名：Hydnophora rigida），又名細枝刺柄珊瑚,为繩紋珊瑚科碓珊瑚屬/刺柄珊瑚属下的一个种。
其种加词“rigida”来源于拉丁文“rigidus”，意为“坚硬的，僵硬的”。